# Minute Maid Park
Minute Maid Park – бейсбольний стадіон розташований в місті Х’юстон, штат Техас.  Домашня арена команди Американської Ліги MLB Х’юстон Астрос. Стадіон має розсувний дах і вміщує 41,168 глядачів.

## Історія
В 1990-х роках, майбутнє Х’юстон Астрос було непевним, оскільки клубу не вдавалось замінити легендарний, але застарілий стадіон Астродом на новий і сучасний. Була навіть загроза, що команда переїде до Вашингтону, через низькі доходи. В листопаді 1996 на референдумі жителі міста нарешті схвалили план побудови нового стадіону в центрі Х’юстона. Будівництво розпочалось першого листопада 1997. Стадіон було побудовано зі сталі та бетону з цегляними та вапняковими фасадами. На дизайн значною мірою вплинула архітектура навколишніх районів, включаючи залізничну станцію, яка формує головний вхід на стадіон. Частина конструкції включає в себе розсувний дах, який є необхідним для створення комфортних умов для глядачів. Розсувний дах складається з трьох панелей, які можуть відкриватись або закриватись за 20 хвилин. Minute Maid Park був відкритий 30 березня 2000 року. Вартість будівництва становила 250 мільйонів доларів, з яких 180 мільйонів (68%) це гроші місцевого бюджету, 52 мільйони (20%) за рахунок приватних коштів(33 млн. від власника команди) і решта кредит на 29 років. 7 квітня 2000 року на стадіоні було проведено першу офіційну гру, яка зібрала 40,950 фанів. В 2004 році стадіон приймав Матч всіх зірок MLB.

## Цікавинки
Головний вхід до стадіону розташовується всередині колишньої х’юстонської залізничної станції, а в районі лівого-філду знаходиться модель залізниці, як данина історії цього місця. Потяг рухається по колії довжиною 240 метрів кожен раз коли гравець Астрос вибиває хоум-ран, та коли команда перемагає.

## Фото

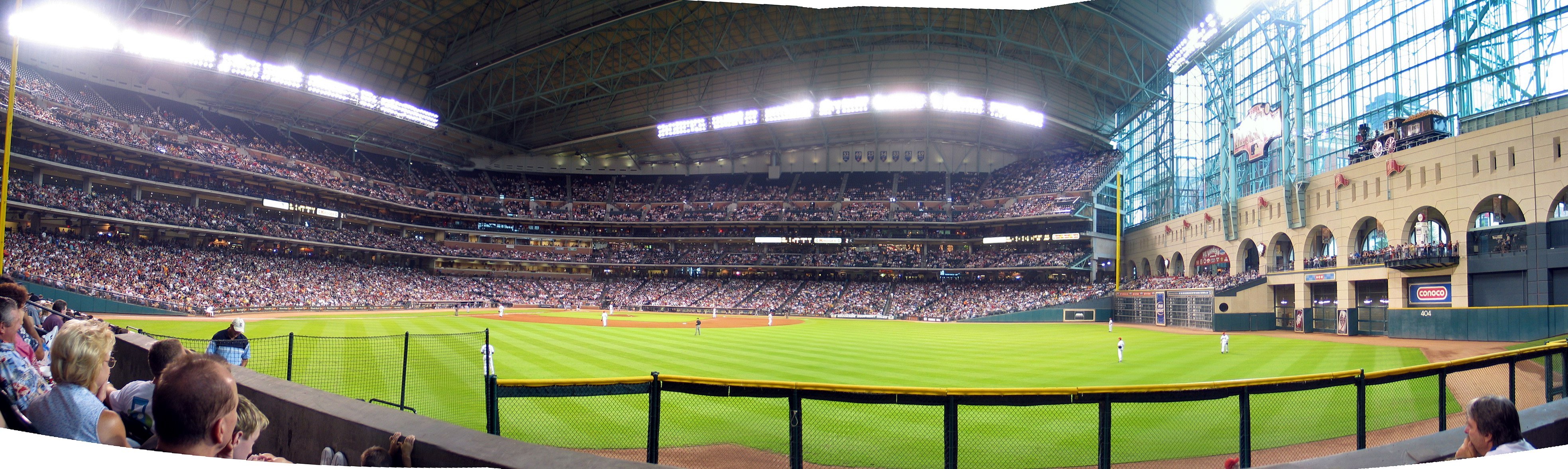
Panoramic interior view of the Minute Maid Park in Houston

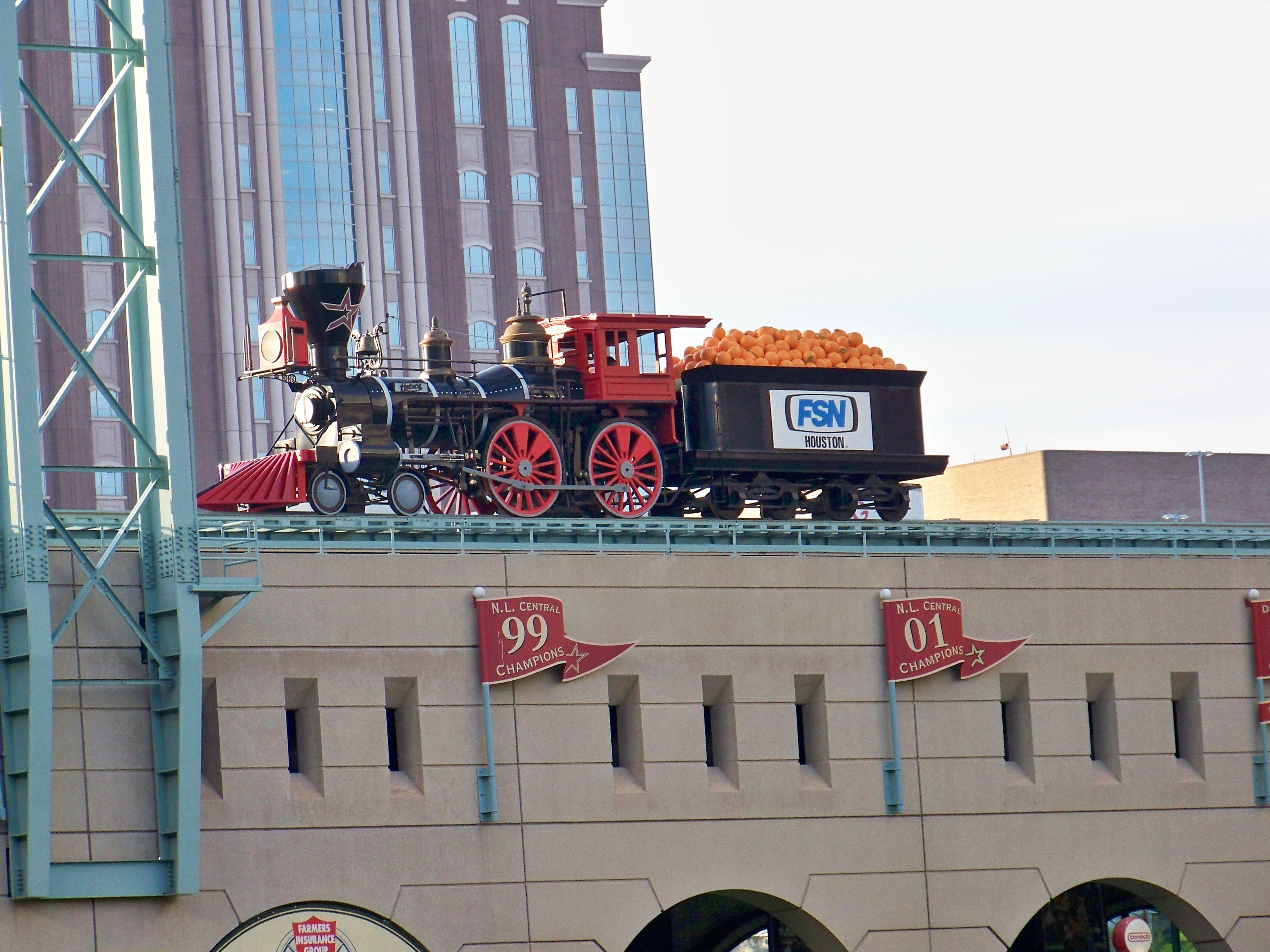
Потяг на Minute Maid
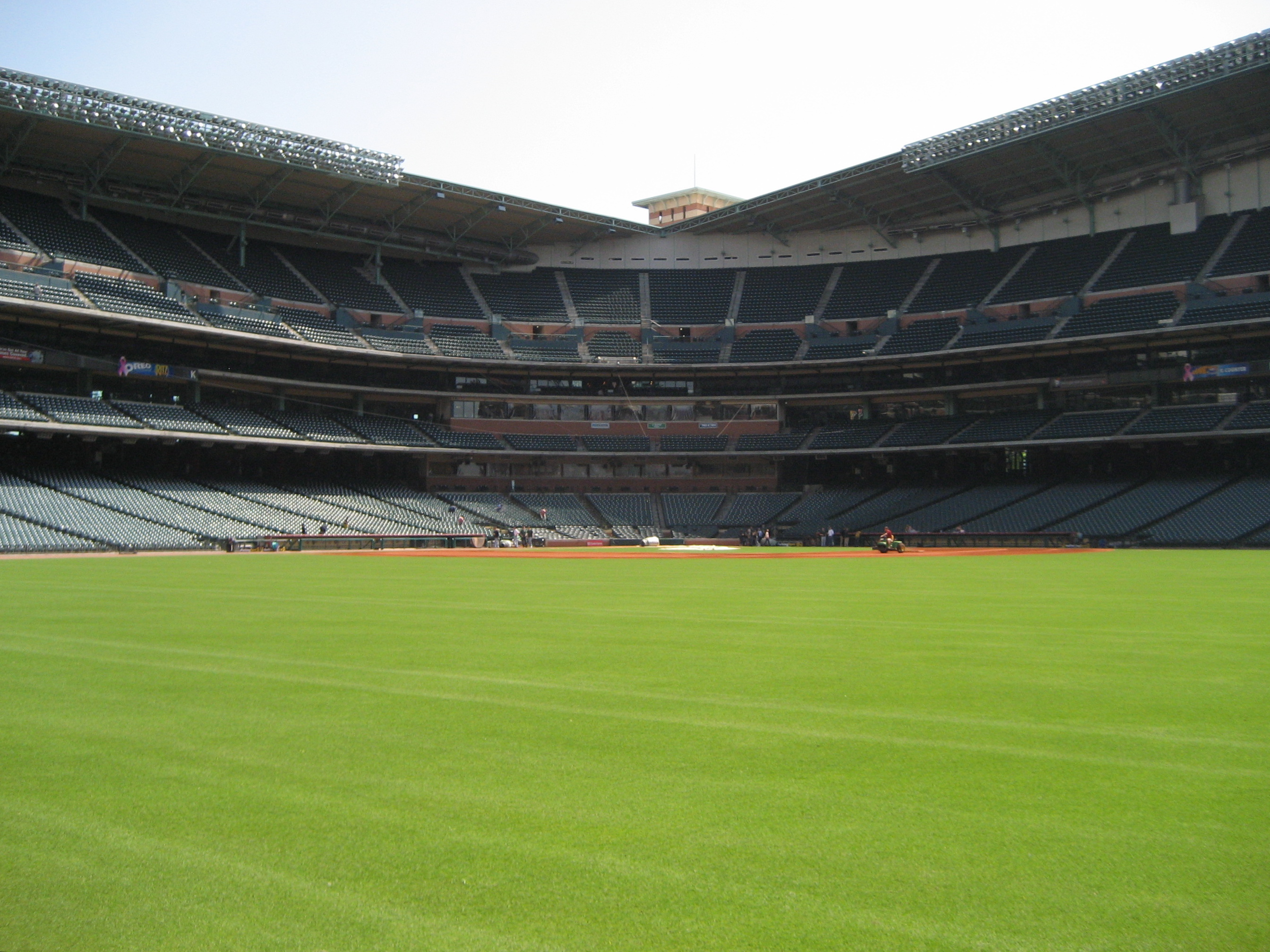
Центральні трибуни
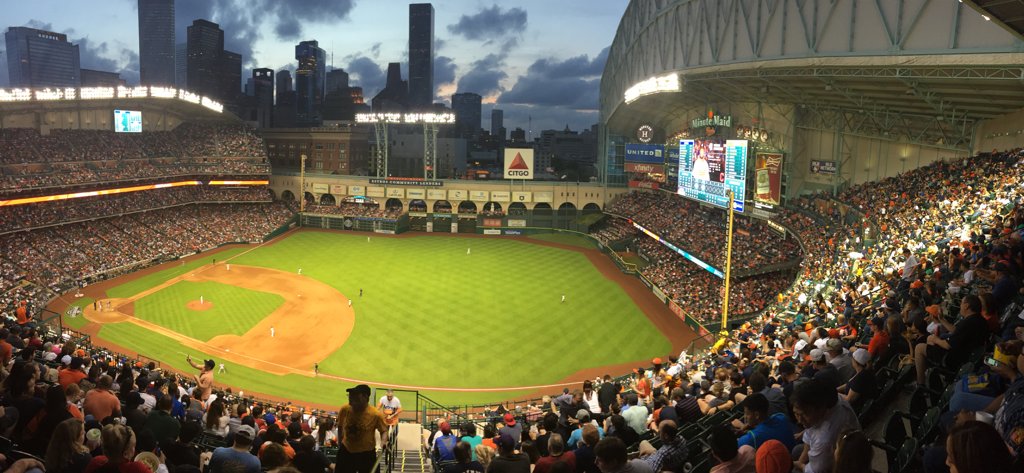
Відкриття сезону 2015
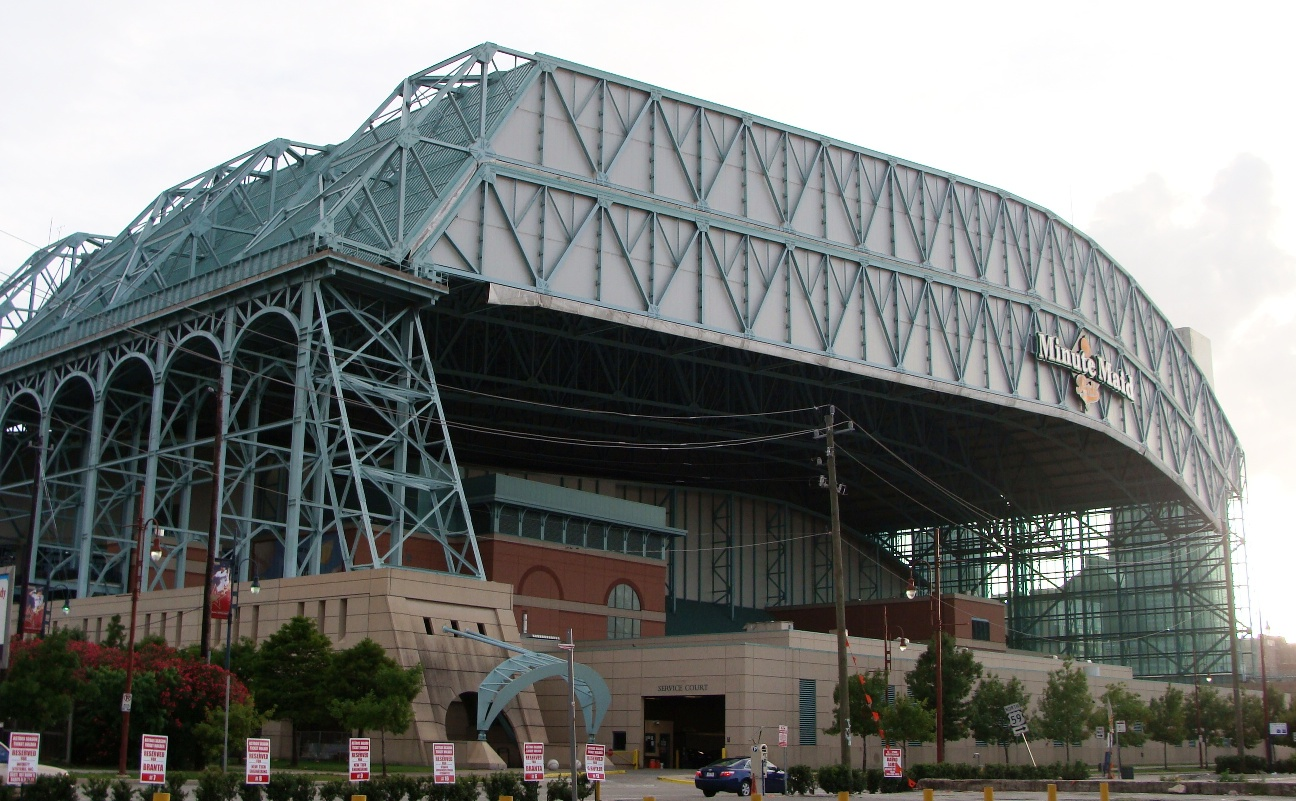
Екстер'єр